# إيثينيل إستراديول/نوريثيستيرون
إيثينيل إستراديول/نوريثيستيرون (EE/NET) أو إيثينيل إستراديول/نوريثيندرون هو عبارة عن حبوب منع الحمل مركبة تحتوي على إيثينيل إيستراديول (EE)، وهرمون الإستروجين ونوريثيستيرون (NET)، وهو بروجستين. يُستخدم لتحديد النسل وأعراض الدورة الشهرية والانتباذ البطان الرحمي وأعراض انقطاع الطمث.  تشمل الاستخدامات الأخرى حب الشباب، يؤخذ عن طريق الفم. بالإضافة إلى ذلك، تحتوي بعض مستحضرات EE/NET على مكملات الحديد على شكل فومارات حديدية.
يمكن أن تشمل الآثار الجانبية الغثيان والصداع والجلطات الدموية وآلام الثدي والاكتئاب ومشكلات الكبد. لا ينصح باستخدامه أثناء الحمل والأسابيع الثلاثة الأولى بعد الولادة، وفي النساء المعرضات لخطر الإصابة بجلطات الدم. ومع ذلك، يمكن البدء بستخدامه مباشرةً بعد الإجهاض التلقائي أو الإجهاض. لا ينصح بالتدخين أثناء استخدام حبوب منع الحمل المركبة. يعمل هذا الدواء عن طريق إيقاف الإباضة مما يجعل الرحم غير مناسب للزرع، وجعل المخاط في فتحة عنق الرحم سميكة.
تمت الموافقة على هذه الحبوب المركبة للاستخدام الطبي في الولايات المتحدة في عام 1964. وهو مدرج في قائمة منظمة الصحة العالمية للأدوية الأساسية. وهو متوفر كدواء عام. يسوق الدواء تحت عدد كبير من الأسماء التجارية.  في عام 2017 كان الدواء رقم الثالث والخمسين الأكثر شيوعًا في الولايات المتحدة، مع أكثر من أربعة عشر مليون وصفة طبية. 